# Sostrata cronion
Sostrata cronion is een vlinder uit de familie van de dikkopjes (Hesperiidae). De wetenschappelijke naam van de soort is voor het eerst gepubliceerd in 1867 door Cajetan Freiherr von Felder en Rudolf Felder.
De soort komt voor in Brazilië.